# Kanton Levroux
Kanton Levroux (francouzsky Canton de Levroux) je francouzský kanton v departementu Indre v regionu Centre-Val de Loire. Tvoří ho 13 obcí.

## Obce kantonu
- Baudres
- Bouges-le-Château
- Bretagne
- Brion
- Coings
- Francillon
- Levroux
- Moulins-sur-Céphons
- Rouvres-les-Bois
- Saint-Martin-de-Lamps
- Saint-Pierre-de-Lamps
- Villegongis
- Vineuil